# Felcsút
Felcsút è un comune dell'Ungheria di 1.888 abitanti (dati 2023), situato nella contea di Fejér.

## Storia
Il villaggio fu menzionato per la prima volta nel 1269, dove il suo nome deriva dal nome personale "Csút" ("fel-" ["felső"] significa "superiore" in ungherese). Nel Medioevo i proprietari erano crociati di Székesfehérvár e nel XV secolo divenne proprietà dell'Ordine dei monaci di San Paolo primo eremita.
Proprietari e abitanti cambiarono spesso tra il XVI e il XIX secolo.
La chiesa cattolica romana fu costruita in stile classicista tra il 1828 e il 1840, e la chiesa riformata fu terminata nel 1895.
Un grande cambiamento fu la costruzione, nel 1898, della ferrovia che collegava Bicske a Székesfehérvár collegando Felcsút al resto del paese; questa ferrovia è stata dismessa nel 1979.
Alla fine della prima guerra mondiale nel 1919 i comunisti instaurano la Repubblica dei consigli d'Ungheria, con a capo Béla Kun alla caduta della quale Felcsut fu temporaneamente occupata dalle forze del Regno di Romania. 
Il 16 luglio 1931, dopo aver sorvolato l'Oceano Atlantico, gli aviatori Sándor Magyar e György Endresz sbarcarono al confine del villaggio di Felcsút, allo scopo, con il loro viaggio, di attirare l'attenzione dell'opinione pubblica mondiale sulle ingiustizie del trattato di pace del Trianon.
Nel corso della seconda guerra mondiale le truppe sovietiche raggiunsero il villaggio il 24 dicembre 1944. A causa del vicino fronte molte persone fuggirono e il paese venne ripopolato solo alla fine di marzo-inizio aprile 1945. Durante i combattimenti le attrezzature della scuola cattolica furono in gran parte distrutte, mentre quelle della scuola riformata furono completamente distrutte. Le lezioni ripresero nella primavera del 1945 e vennero prolungate fino alla metà di luglio, affinché gli studenti non perdessero un anno.
Il 15 novembre 2023, la partita di qualificazione per UEFA Euro 2024 Israele-Svizzera si è svolta a Felcsút, a causa della guerra di Gaza.

## Economia
Dopo la fine della Repubblica Popolare d'Ungheria, Felcsut ha conosciuto uno sviluppo significativo, con il rinnovo delle sue istituzioni e la realizzazione di numerose opere pubbliche. Nell'autunno del 2000 è stato ultimato il palazzetto dello sport. 
Nel 2009 Felcsút è diventato l'insediamento ungherese più ricco in base al reddito mensile pro capite con 171.092 HUF, spingendo il 2º e il 12º distretto di Budapest al 2º e 3º posto. Nel 2008 Felcsút era al 336º posto.
Dopo l'arrivo al governo governo di Viktor Orbán nel 2010, lo sviluppo di Felcsút è entrato in una nuova fase secondo un progetto caro al primo ministro. Durante il mandato di Orbán come primo ministro, sono stati avviati o completati diversi progetti edilizi nel villaggio, tra cui la Pancho Aréna, uno stadio di calcio costruito nel 2014 con una capienza di 3.900 posti a sedere, più del doppio della popolazione di Felcsút.

## Sport
Felcsút è la sede della squadra di calcio Puskás Akadémia FC, che milita nella prima divisione del campionato di calcio ungherese, che si è piazzata più volte nelle prime posizioni in classifica, guadagnando grazie a ciò la partecipazione alle qualificazioni delle coppe europee. La squadra gioca le sue partite casalinghe alla Pancho Aréna.